# Österrikes flygvapen
Österreichische Luftstreitkräfte (Österrikes flygvapen), är en del av Österrikes försvarsmakt.

## Historia

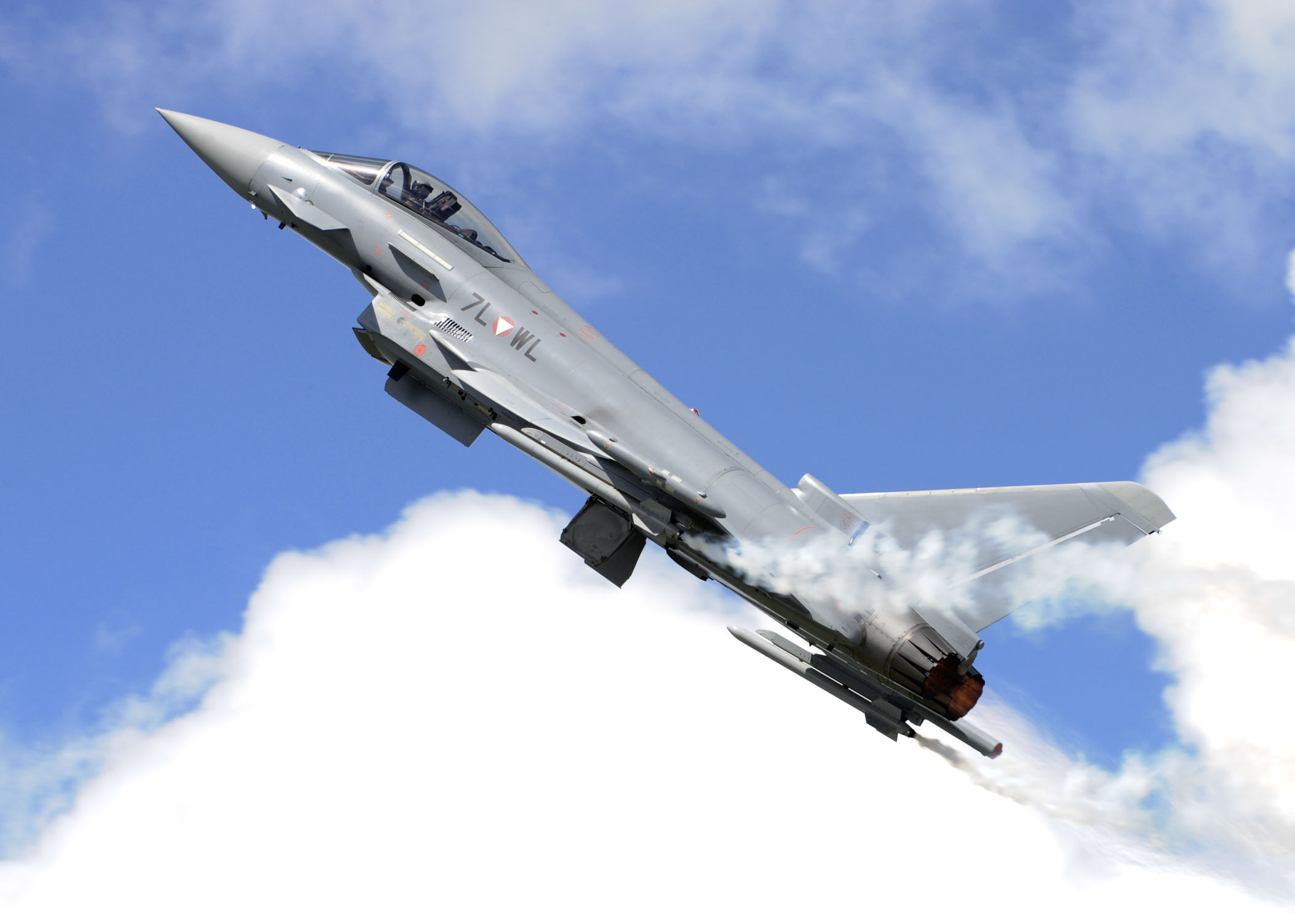
En Eurofighter Typhoon från Österrikes flygvapen.

Österrikes flygvapen bildades i maj 1955 av de allierade. Det österrikiska statsfördraget trädde i kraft i juli 1955 och i oktober antogs Österrikes  neutralitetslag (Neutralitätsgesetz).  
Flygutbildning påbörjades med fyra Yak-11 och fyra Yak-18 vilka hade donerats av Sovjetunionen. Österrike köpte fler lätta träningsflygplan under åren som följde, men inga moderna stridsflygplan, den rollen fylldes av trettio Saab 29 Tunnan som köptes in av det svenska flygvapnet under det tidiga 1960-talet.
Från 1970 köpte Österrike totalt fyrtio Saab 105 med avsikt att använda dem för såväl träning som för spaningsuppdrag och för markattacker. Under 1980-talet ansågs dessa plan vara föråldrade och Österrike köpte in tjugoåtta Saab 35 Draken som skulle ersätta Saab 105 som Österrikes huvudsakliga jaktplan 1988. Saab 105 behölls i tjänst som tränings- och spaningsflyg.
Saab 35 Draken utfasades 2005 och ersattes 2007 med 15 Eurofighter Typhoon.

### Fotnoter
1. ↑  ”The Austrian Air Force - In the Past and Today” (på engelska). Arkiverad från originalet den 15 juni 2022. https://web.archive.org/web/20220615012210/https://www.bundesheer.at/english/forces/airforce.shtml. Läst 13 juli 2022.
2. ↑  ”Eurofighter Typhoon” (på engelska). https://www.eurofighter.com/customers. Läst 13 juli 2022.